# Planta fotovoltaica Talayuela Solar

La planta fotovoltaica Talayuela Solar es una planta fotovoltaica de generación eléctrica fotovoltaica situada en Talayuela (Cáceres) España. Se inició su construcción en enero de 2020 y se espera que entre en operación durante el primer trimestre de 2021.

## Construcción
La central se halla en el municipio de Talayuela, a unos 20 km al sudeste de la localidad. Está construida al norte de la autovía A-5 y en el linde entre Extremadura y Castilla-La Mancha.
El proyecto de la planta se inició en durante el año 2017 por la ingeniería valenciana Genia Global Energy. El 7 de agosto de 2019 le fue concedida la Autorización Administrativa de Construcción.
La ejecución de dicha obra fue por la compañía sevillana Prodiel.

## Gestión, producción y contribución eléctrica
Es propiedad de la empresa alemana Encavis AG y de la británica Solarcentury. Ejecución realizada por Prodiel.